# Mühlbachquellhöhle
Die Mühlbachquellhöhle ist eine wasseraktive Flusshöhle in der Fränkischen Alb beim Pfarrdorf Mühlbach der Stadt Dietfurt an der Altmühl in der Oberpfalz. Ihr entspringt eine der größten Karstquellen Nordbayerns, die Mühlbachquelle.
Die Mühlbachquellhöhle ist im Höhlenkataster Fränkische Alb (HFA) als H 100 registriert und ist mit vermessenen 11.096 m Länge auf Platz 6 der längsten Höhlen in Deutschland (Stand 3/2025).

## Forschungsarbeiten

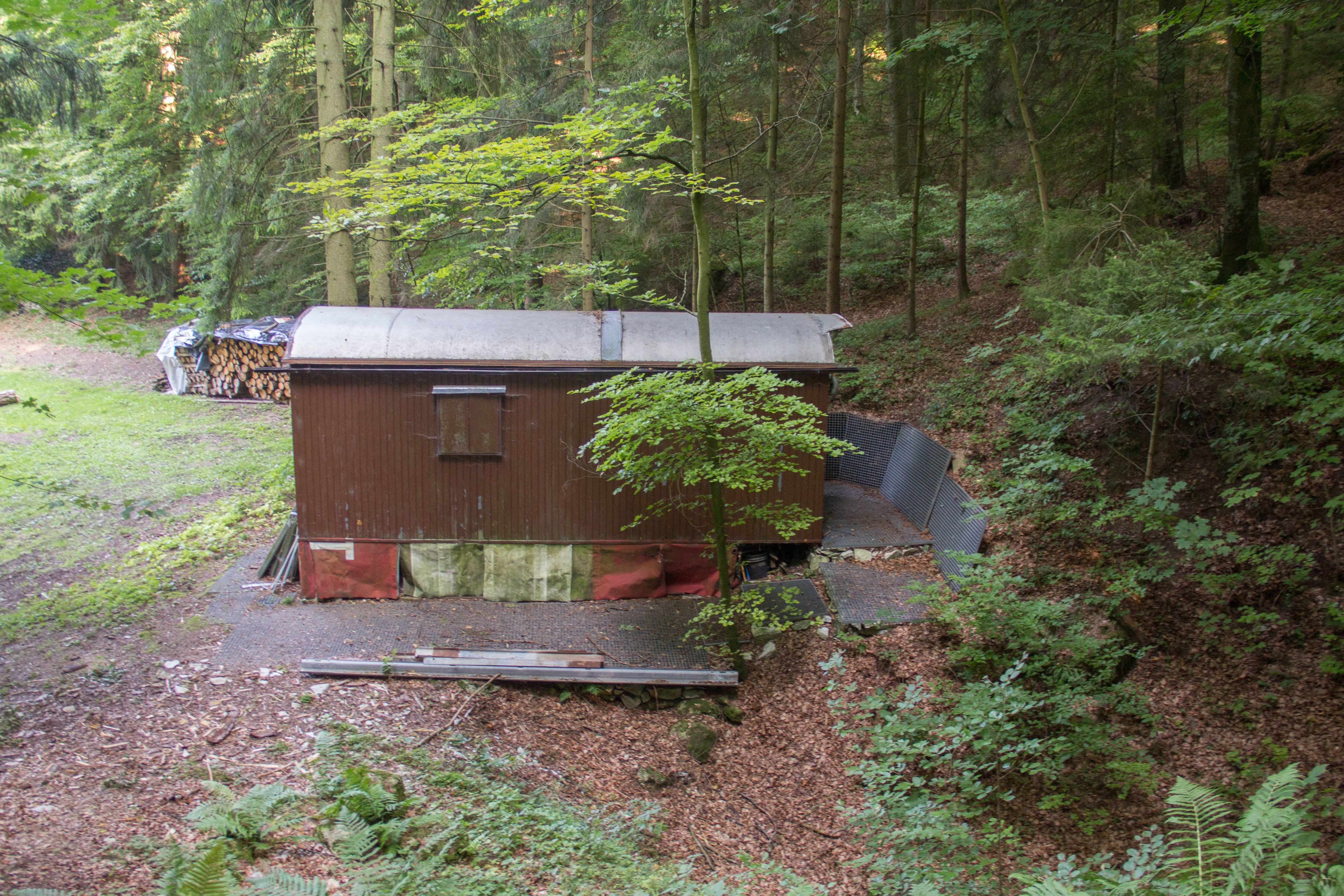
Basislager der Karstgruppe Mühlbach e. V.

Bereits seit den 1930er Jahren beforschen Speläologen die Höhlen der Region. Nach langjähriger Vorarbeit gelang es Mitgliedern des Höhlenvereins Karstgruppe Mühlbach (KGM) im Jahre 2001, in die Mühlbachquellhöhle durchzubrechen. Sie entdeckten dabei die erste Flusshöhle der Fränkischen Alb. Dieses wasseraktive und großräumige Höhlensystem mit vermessenen 10.420 Metern Länge wird seither durch die Höhlenforscher der Karstgruppe Mühlbach (KGM) wissenschaftlich erforscht.
Vor dieser Entdeckung sah man die Höhlen der Region vor allem als Fundorte eiszeitlicher Fossilien und vorgeschichtlicher Artefakte und nutzte sie als Touristenattraktionen. Seither rückte mehr in den Vordergrund, dass sie auch Archive geologischen Wissens sind, wesentlich die Landschaftsentwicklung mitbestimmt haben und eine entscheidende Rolle im Grundwasserhaushalt spielen.
Ein Ende der vielfältigen Forschungsarbeiten in der Mühlbachquellhöhle, die in Zusammenarbeit mit verschiedenen Instituten ehrenamtlich betrieben werden, ist noch nicht abzusehen. Immer wieder finden dazu Tauchexpeditionen in die entlegenen Endsiphone statt. Die Höhle ist wegen stellenweise enger und wassererfüllter Passagen nur für erfahrene und passend ausgerüstete Spezialisten zugänglich. Touristische Führungen finden aus demselben Grunde nicht statt.
Am 6. Februar 2021 verunglückte ein Forscher bei einem Tauchgang am „Maulwurfssiphon“ in der Höhle tödlich. Aufgrund ihrer Beschaffenheit ist die Höhle für das Training von Astronauten geeignet.

## Wanderungen auf der Höhlentrasse
Der Zugang zur Höhle ist verschlossen. Die KGM veranstaltet in Zusammenarbeit mit der Stadt Dietfurt in regelmäßigen Abständen geführte Wanderungen auf dem eigens angelegten Höhlenkundlichen Weg. Auf diesem acht Kilometer langen Wanderweg, der dem Gangverlauf der Mühlbachquellhöhle auf der darüber liegenden Hochfläche folgt, informieren Schautafeln über verschiedene Themen der Höhlen- und Karstkunde.
In regelmäßigen Abständen finden multimediale Vorträge für die Öffentlichkeit statt, die vom Stand der Forschungen unter Tage berichten.
Das Gewölbe im Steinstadel der Obermühle in Mühlbach zeigt eine Dauerausstellung über die Mühlbachquellhöhle.

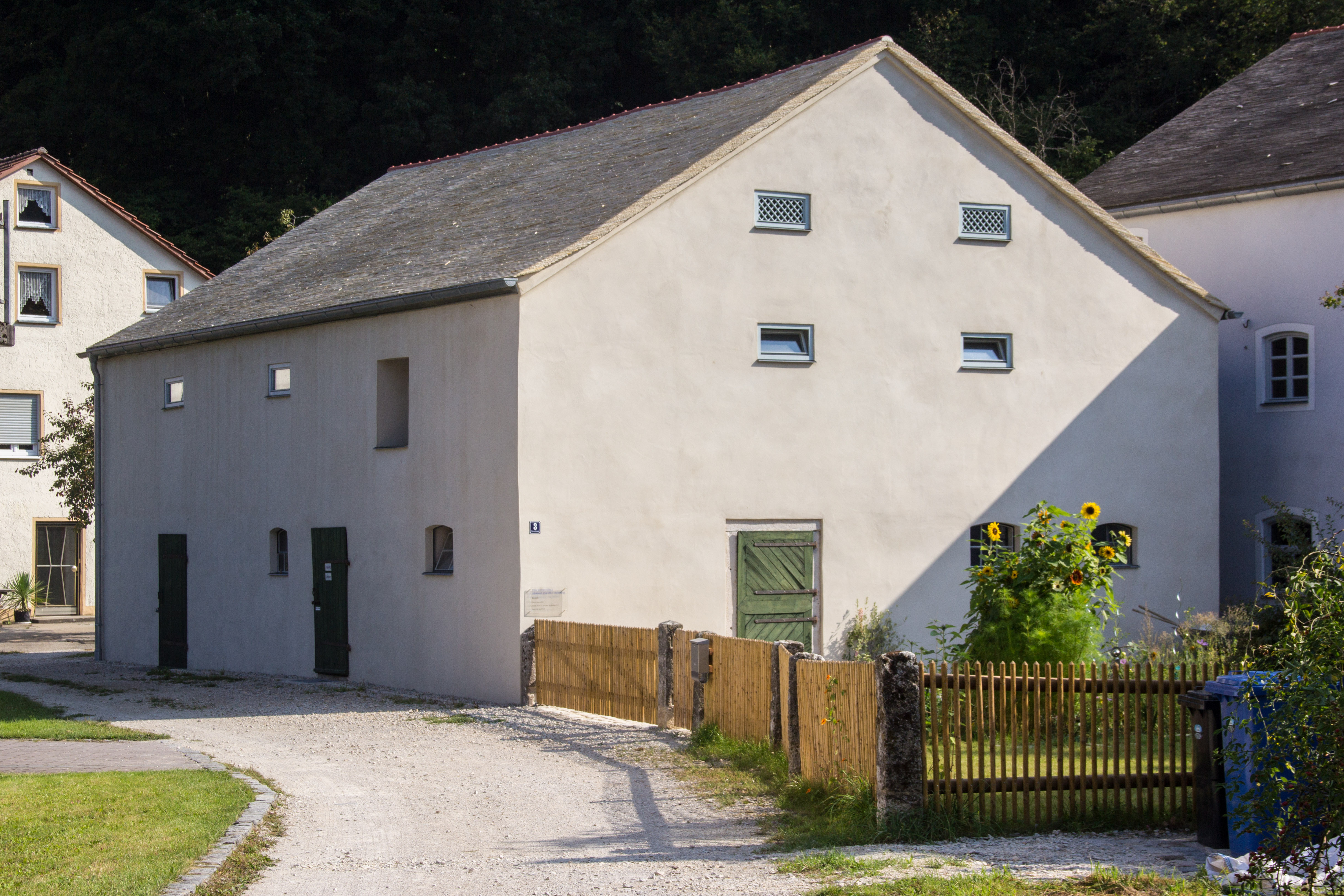
Steinstadel der Obermühle